# シスレー・バレー
シスレー・バレー（Sisley Volley）は、イタリア・トレヴィーゾを本拠地としていた男子バレーボールクラブチーム。通称はトレヴィーゾ。

## 名称
スポンサー名込みの総称および通称
- 1987-2011年　Sisley Treviso（トレヴィーゾ）
- 2011-2012年　Sisley Belluno（ベッルーノ）

## 歴史
1987年、ベネトンファミリー（famiglia Benetton）のバレーボールクラブとして、シスレー・バレーが創設。セリエA2から参入し、1988年A2レギュラーシーズン首位でセリエA1へ昇格した。
A1昇格1年目からプレーオフ・セミファイナル進出し、その後も上位の成績を収める。昇格6年目の1994年にプレーオフ・ファイナルの第4戦でミラノを破り、リーグ初優勝。1990年代後半から2000年代にかけてイタリア代表を多数輩出するとともに、A1屈指の強豪クラブへと成長し、リーグ優勝9回、コッパ・イタリア優勝5回、スーペルコッパ・イタリアーナ優勝7回を飾ったほか、CEV主催のクラブ大会においても欧州チャンピオンズリーグ優勝4回、CEVカップ優勝5回を飾った。
2011年2月、スポンサーのベネトングループが2012年6月30日以降、ベネトン・バスケットとシスレー・バレーから撤退すると発表。ユース部門の継続とラグビーチームを残し支援する意向が伝えられた。同年6月、本拠地をベッルーノに移転、シスレー・ベッルーノへ改称し、A1への登録を行う。
2012年6月、期限までに次シーズンのセリエAの登録をせず、A1での活動を終了させた。

## 主な成績
セリエA（9）
- 優勝：1994、1996、1998、1999、2001、2003、2004、2005、2007
- 準優勝：1995、1997、2002、2006

 コッパ・イタリア（5）
- 優勝：1993、2000、2004、2005、2007

 スーペルコッパ・イタリアーナ（7）
- 優勝：1998、2000、2001、2003、2004、2005、2007

 欧州チャンピオンズリーグ（4）
- 優勝：1995、1999、2000、2006

 CEVカップ（5）
- 優勝：1991、1993、1998、2003、2011

## 歴代監督
- ジャン・パオロ・モンターリ
- キム・ホチョル
- ダニエレ・バニョーリ
- フランチェスコ・ダッロリオ
- ロベルト・ピアッツァ
- 加藤陽一

## 歴代所属選手
| - アンドレア・アナスタージ - アンドレア・ガルディーニ - パオロ・トフォリ - アンドレア・ゾルジ - ダミアーノ・ピッピ - ミカル・ラスコ - バレリオ・ベルミリオ - ジャコモ・シンティーニ - パスクアーレ・グラビーナ - ロレンツォ・ベルナルディ - サムエル・パピ | - アルベルト・チゾーラ - アレッサンドロ・フェイ - ダニエレ・デジデリオ - アレッサンドロ・ファリーナ - ルカ・カンタガッリ - ファビオ・ブッロ - フランチェスコ・ビリバンティ | - 加藤陽一 - ペーター・ブランジェ - ニコラ・グルビッチ - マルコス・ミリンコビック - ドミトリー・フォーミン - スタニスラフ・ディネイキン - ピエール・ピュジョル - グスタボ・エンドレス - リカルド・ガルシア - アブダラ・アハメド - シュテファン・ヒュブナー |  |

## ユニフォーム
ホーム
- メインカラーのブラック。シャツネームと背番号はゴールド。

アウェイ
- サブカラーのレッド。シャツネームと背番号はゴールド。

リベロ
- ホワイト。シャツネームと背番号はブラック。